# Ivan Cerioli
Ivan Cerioli (* 26. Januar 1971 in Codogno) ist ein ehemaliger italienischer Radrennfahrer.

## Sportliche Laufbahn
Cerioli war Bahnradsportler und auch im Straßenradsport aktiv. 1989 gewann er mit dem Bahnvierer Italiens die Bronzemedaille in der Mannschaftsverfolgung bei den UCI-Bahn-Weltmeisterschaften. Italien startete mit Cerioli, Marco Villa, Giovanni Lombardi und David Solari. 1992 startete er bei den Olympischen Sommerspielen in Barcelona. In der Mannschaftsverfolgung belegte der italienische Bahnvierer mit Ivan Beltrami, Rossano Brasi, Ivan Ceriolo, Fabrizio Trezzi und Giovanni Lombardi den 4. Platz. Im Rennen um die Bronzemedaille unterlag Italien gegen Dänemark.
1995 wurde er Berufsfahrer im Radsportteam Gewiss-Ballan und blieb bis 1998 als Radprofi aktiv. Die Vuelta a España bestritt er dreimal. 1995, 1996 und 1998 schied er jeweils aus. In der Tour de France 1996 kam er auf den 121. Platz.  Auf der Straße gewann er einige nationale Eintagesrennen.  